# Kellen Mond
Kellen Louis Mond (geboren am 22. Juni 1999 in San Antonio, Texas) ist ein US-amerikanischer American-Football-Spieler auf der Position des Quarterbacks. Er spielte College Football für die Texas A&M University. Im NFL Draft 2021 wurde Mond in der dritten Runde von den Minnesota Vikings ausgewählt. Zuletzt stand er bei den New Orleans Saints unter Vertrag.

## College
Mond besuchte die Ronald Reagan High School in seiner Heimatstadt San Antonio, Texas. Für sein letztes Highschooljahr wechselte er auf die IMG Academy in Florida.
Ab 2017 ging Mond auf die Texas A&M University, um College Football für die Texas A&M Aggies zu spielen. Als Freshman war er der Backup für Nick Starkel, der sich allerdings im ersten Spiel der Saison am Knöchel verletzte und damit einen Großteil der Saison verpasste. Mond kam daher in 10 Partien zum Einsatz, davon achtmal als Starter. Mond brachte 117 von 227 Pässen für 1375 Yards ans Ziel und warf acht Touchdownpässe bei sechs Interceptions. In der Vorbereitung auf die Saison 2018 konkurrierten Mond und Starkel um die Position des Starting-Quarterbacks, wobei Mond sich durchsetzen konnte. In der Saison 2018 bestritt Mond alle 13 Spiele der Texans von Beginn an. Er führte die Aggies unter anderem zu einem 74:72-Sieg über die Louisiana State University nach siebenfacher Overtime. Der Sieg von Texas A&M gegen die LSU Tigers war das punktereichste Spiel in der Geschichte der NCAA Division I Football Bowl Subdivision. Dabei erzielte Mond 287 Yards Raumgewinn im Passspiel, warf sechs Touchdownpässe und erlief einen Touchdown. Insgesamt kam er 2018 auf 3107 Passing-Yards, 24 Touchdownpässe und sieben Rushing-Touchdowns.
In der Saison 2019 erzielte Mond 2897 Yards Raumgewinn im Passspiel und 20 Touchdowns. In der durch die COVID-19-Pandemie in den Vereinigten Staaten verkürzten Spielzeit 2020 stand er in allen 10 Spielen als Starter auf dem Feld und gewann mit den Aggies den Orange Bowl. Er spielte mit einer Passquote von rund 63 % und 19 Touchdowns bei nur drei Interceptions seine statistisch beste College-Football-Saison und führte sein Team zu neun Siegen aus zehn Spielen. Mond gewann als Quarterback von Texas A&M drei Bowl Games und stellte mehrere Rekorde an seinem College auf, unter anderem für die meisten Touchdownpässe, die meisten Passing-Yards und die meisten vollständigen Pässe. Insgesamt kam er in vier Jahren auf 9661 Yards Raumgewinn im Passspiel, 71 Touchdowns und 27 Interceptions. Darüber hinaus erzielte er als Läufer weitere 1608 Yards und fand 22-mal den Weg in die Endzone.
Im Januar 2021 gab er seine Anmeldung für den NFL Draft bekannt. Durch die veränderten Bestimmungen der NCAA wegen COVID-19 wäre Mond ein weiteres Jahr lang am College spielberechtigt gewesen. Er nahm am Senior Bowl 2021 teil und wurde dabei als MVP ausgezeichnet.

### College-Statistiken
| Saison                       | Team      | Spiele | Passing  | Passing | Passing | Passing | Passing | Passing |
| Saison                       | Team      | Spiele | Comp-Att | Comp%   | Yards   | TD      | INT     | QB Rtg  |
| ---------------------------- | --------- | ------ | -------- | ------- | ------- | ------- | ------- | ------- |
| 2017                         | Texas A&M | 10     | 117–227  | 51,5    | 1375    | 8       | 6       | 108,8   |
| 2018                         | Texas A&M | 13     | 238–415  | 57,3    | 3107    | 24      | 9       | 135,0   |
| 2019                         | Texas A&M | 13     | 258–419  | 61,6    | 2897    | 20      | 9       | 131,1   |
| 2020                         | Texas A&M | 10     | 188–297  | 63,3    | 2282    | 19      | 3       | 146,9   |
| Gesamt                       | Gesamt    | 46     | 801–1358 | 59,0    | 9661    | 71      | 27      | 132,0   |
| Quelle: sports-reference.com |           |        |          |         |         |         |         |         |

## NFL
Mond wurde im NFL Draft 2021 in der 3. Runde an 66. Stelle von den Minnesota Vikings ausgewählt. In Minnesota ist er langfristig als möglicher Nachfolger von Starting-Quarterback Kirk Cousins vorgesehen, der noch bis 2022 unter Vertrag steht. Am 15. Juni 2021 unterschrieb er einen Vierjahresvertrag. Mond ging hinter Kirk Cousins und Sean Mannion als dritter Quarterback der Vikings in seine erste NFL-Saison. Am 17. Spieltag wurde er erstmals für den aktiven Kader für das Spiel gegen die Green Bay Packers nominiert, da Cousins wegen eines positiven Tests auf COVID-19 ausfiel. Als Ersatz für Mannion kam Mond für einen Drive bei deutlichem Rückstand zum Einsatz, da Mannion verletzungsbedingt pausieren musste. Mond brachte zwei von drei Pässen für fünf Yards an, anschließend mussten die Vikings punten und Mannion ersetzte ihn wieder.
Da Mond in der Vorbereitung auf die Saison 2022 ebenso wie Mannion nicht überzeugte, verpflichteten die Vikings im August Nick Mullens als neuen Ersatzquarterback. In der Folge entließen sie Mond am 30. August 2022 im Rahmen der Kaderverkleinerung auf 53 Spieler. Daraufhin nahmen die Cleveland Browns ihn über die Waiver-Liste unter Vertrag. Bei den Browns blieb er in der Saison 2022 ohne Einsatz. Kurz vor Beginn der Saison 2023 wurde er Ende August von den Browns entlassen.
Am 11. Oktober 2023 nahmen die Indianapolis Colts Mond für ihren Practice Squad unter Vertrag. Für Indianapolis kam er nicht zum Einsatz.
Im April 2024 unterschrieb Mond einen Vertrag bei den New Orleans Saints.  Am 8. Mai 2024 wurde er von den Saints entlassen, nachdem sie im Draft Spencer Rattler ausgewählt hatten.